# Kurt Peters
Kurt Peters (ur. 17 sierpnia 1897 w Atzgersdorf, obecnie Wiedeń, zm. 23 maja 1978 w Wiedniu) – austriacki chemik.

## Życiorys
Po odbyciu służby wojskowej w armii austriackiej w czasie I wojny światowej, Kurt Peters odbył w latach 1918-1921 i ukończył studia chemiczne na Uniwersytecie Technicznym w Wiedniu. W roku 1923 otrzymał tytuł doktora na Uniwersytecie w Berlinie. Jego promotorem był Walther Nernst.
W roku 1927 wraz z Friedrichem Panethem opublikował wyniki transformacji wodoru w hel, określanej obecnie mianem zimnej fuzji. Później odwołali te wyniki stwierdzając iż mierzyli hel pobrany z powietrza.
W roku 1928, po wielu latach pracy jako asystent, został promowany na dyrektora Instytutu Badania Węgla Cesarza Wilhelma (niem. Kaiser-Wilhelm-Institut für Kohlenforschung).
Po II wojnie światowej, amerykański rząd wojskowy powierzył mu część skonfiskowanej firmy IG Farben. W roku 1949 Peters powrócił do kariery naukowej i został profesorem wydziału paliw na Uniwersytecie Technicznym w Wiedniu. W latach 1952–1954 był dziekanem wydziału chemii, a w latach 1955-1956 rektorem Uniwersytetu Technicznego w Wiedniu.

## Literatura
- Manfred Rasch: Peters, Kurt. [w:] Neue Deutsche Biographie (NDB). Band 20, Duncker & Humblot, Berlin 2001, ISBN 3-428-00201-6, s.246f